# مدار ۶۴ درجه جنوبی
مدار ۶۴ درجه جنوبی، دایره‌ای از عرض جغرافیایی است که در ۶۴ درجهٔ جنوبی خط استوا  قرار دارد.

## گذر از مناطق
از نصف‌النهار مبدأ شروع می‌شود و به سمت مشرق ۶۴ درجه جنوبی از موارد زیر گذر می‌کند:
| مختصات‌ها                                           | کشور، قلمرو یا دریا | توضیحات |
| -------------------------------------------------- | ------------------- | --- |
| ۶۴°۰′ جنوبی ۰°۰′ شرقی / ۶۴٫۰۰۰°جنوبی ۰٫۰۰۰°شرقی    | اقیانوس منجمد جنوبی | جنوب اقیانوس اطلس جنوب اقیانوس هند جنوب اقیانوس آرام جنوب اقیانوس اطلس - گذرکردن از شمال Brabant Island, جنوبگان |
| ۶۴°۰′ جنوبی ۶۱°۵۷′ غربی / ۶۴٫۰۰۰°جنوبی ۶۱٫۹۵۰°غربی | جنوبگان             | Liège Island, claimed by آرژانتین, شیلی and بریتانیا                                                             |
| ۶۴°۰′ جنوبی ۶۱°۵۰′ غربی / ۶۴٫۰۰۰°جنوبی ۶۱٫۸۳۳°غربی | اقیانوس منجمد جنوبی | جنوب اقیانوس اطلس                                                                                                |
| ۶۴°۰′ جنوبی ۶۰°۳۵′ غربی / ۶۴٫۰۰۰°جنوبی ۶۰٫۵۸۳°غربی | جنوبگان             | شبه‌جزیره جنوبگانی و James Ross Island, claimed by آرژانتین, شیلی and بریتانیا                                    |
| ۶۴°۰′ جنوبی ۵۷°۳۱′ غربی / ۶۴٫۰۰۰°جنوبی ۵۷٫۵۱۷°غربی | اقیانوس منجمد جنوبی | جنوب اقیانوس اطلس                                                                                                |